# Лук регелевский
Лук регелевский (лат. Allium regelianum) — многолетнее травянистое растение, вид рода Лук (Allium) семейства Луковые (Alliaceae).

## Распространение и экология
Произрастает на территории России (бо́льшая часть его ареала), а также на Украине. Эндемик юго-востока Русской равнины, редкий вид, сокращающийся в численности в результате изменения условий существования и разрушения местообитаний.
Произрастает на сухих солонцеватых и солончаковатых лугах в поймах рек, по окраинам степных лиманов, на степных склонах.
Лук регелевский размножается семенами, а также вегетативно: дочерними луковичками, которые образуются в пазухах чешуй основной луковицы, и иногда (очень редко) — в соцветии.

## Ботаническое описание
Многолетнее травянистое растение. Луковица яйцевидной формы, толщиной 0,75—1 см, с серовато-бурыми почти кожистыми оболочками. Выше основной луковицы в пазухах кроющих листьев образуются мелкие дочерние луковички, желтовато-бурые или бурые, матовые.
Листьев 3—4 штуки, гладкие, дудчатые, полуцилиндрической формы, желобчатые, значительно короче цветоноса, ширина их около 2 мм.
Цветонос высотой 30—60 см, нижняя треть его одета влагалищами листьев. Соцветие — густой пучковато-продолговатый многоцветковый зонтик, чехол его опадающий, значительно короче зонтика. Околоцветник яйцевидный, с тупыми, от продолговатой до ланцетной формы листочками почти равной длины (около 4 мм). Цвет их пурпурный с более тёмной жилкой. Наружные листочки околоцветника килеватые. Цветоножки неодинаковой длины: наружные почти равны по длине околоцветнику, имеют при основании прицветники, внутренние длиннее примерно в 4 раза, без прицветников. Нити тычинок равны длиной околоцветнику или чуть длиннее, при основании сросшиеся между собой и с околоцветником. Наружные нити шиловидные, внутренние трёхраздельные. Столбик сильно выдаётся из околоцветника.
Створки коробочки эллиптические, почти невыемчатые, длиной около 3 мм.

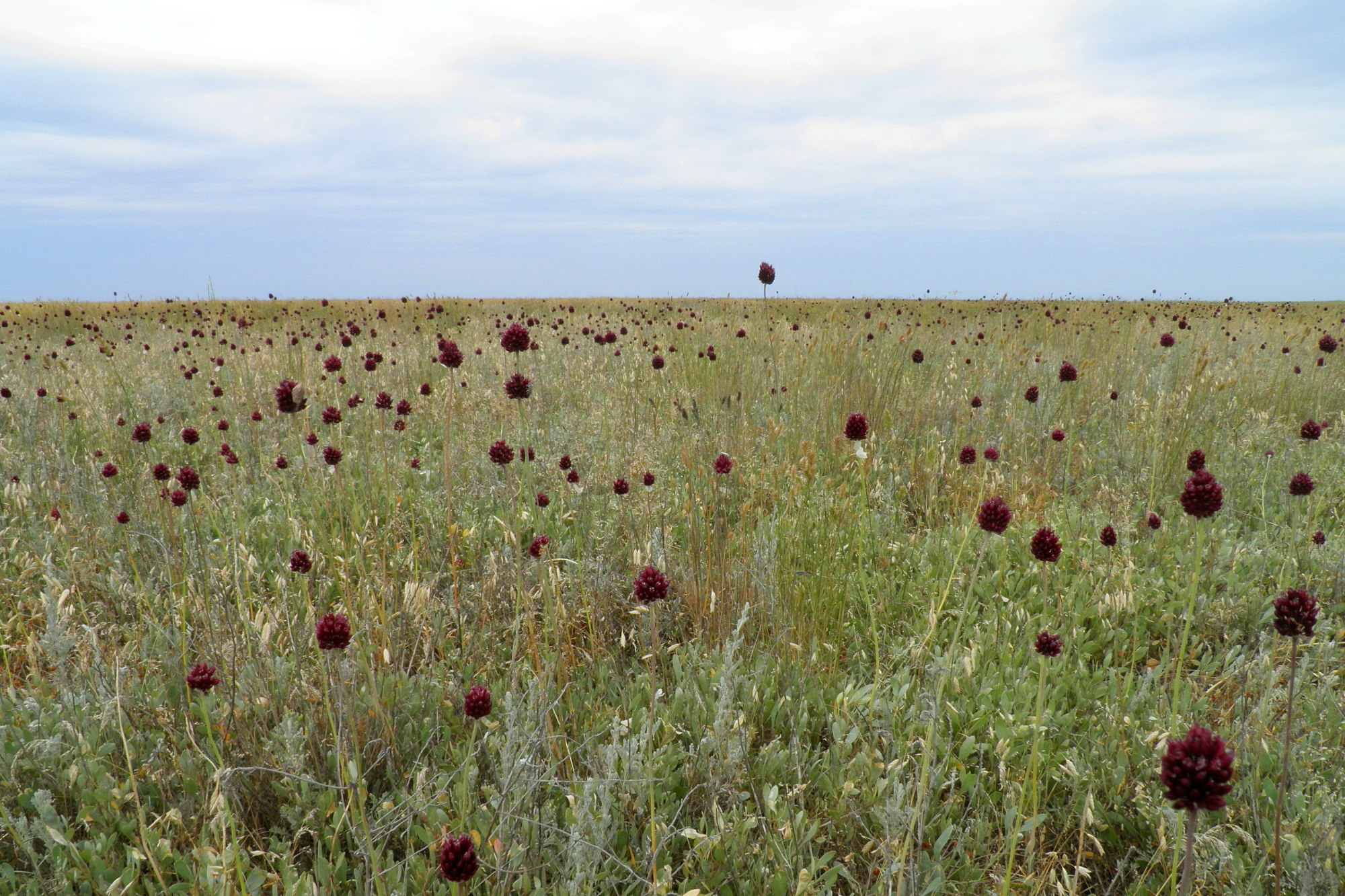
Потиевский участок Черноморского биосферного заповедника с цветущим луком

## Таксономия
Вид Лук регелевский входит в род Лук (Allium) семейства Луковые (Alliaceae) порядка Спаржецветные (Asparagales).
|  |                                      |  |                                                             |                                                             |                   |  | ещё 24 семейства (согласно Системе APG II) | ещё 24 семейства (согласно Системе APG II) |                     |  |  |  | ещё более 870 видов |
|  |                                      |  |                                                             |                                                             |                   |  | ещё 24 семейства (согласно Системе APG II) | ещё 24 семейства (согласно Системе APG II) |                     |  |  |  | ещё более 870 видов |
|  |                                      |  |                                                             | порядок Спаржецветные                                       |                   |  |                                            |                                            | род Лук             |  |  |  |                     |
|  |                                      |  |                                                             | порядок Спаржецветные                                       |                   |  |                                            |                                            | род Лук             |  |  |  |                     |
|  | отдел Цветковые, или Покрытосеменные |  |                                                             |                                                             | семейство Луковые |  |                                            |                                            | вид Лук регелевский |  |  |  |                     |
|  | отдел Цветковые, или Покрытосеменные |  |                                                             |                                                             | семейство Луковые |  |                                            |                                            |                     |  |  |  |                     |
|  |                                      |  | ещё 44 порядка цветковых растений (согласно Системе APG II) | ещё 44 порядка цветковых растений (согласно Системе APG II) |                   |  |                                            | ещё около 300 родов                        | ещё около 300 родов |  |  |  |                     |
|  |                                      |  |                                                             | ещё 44 порядка цветковых растений (согласно Системе APG II) |                   |  |                                            |                                            | ещё около 300 родов |  |  |  |                     |

Включён также в Красные книги Волгоградской области, Саратовской области, Украины.